# Richlands (Carolina del Nord)
Richlands è una città degli Stati Uniti d'America situata nella Carolina del Nord, nella Contea di Onslow.